# 东洋食品工业短期大学
东洋食品工业短期大学（日语：／ Toyō Shokuhin Kōgyō Tanki Daigaku *），简称东食短，是一所位于日本兵库县川西市的私立短期大学。

## 概要

### 简介
- 学校最早可以追溯到1938年[1][2]。短期大学为于1961年开办[2]、由学校法人东洋食品工业短期大学经营[3]。为男女同校从2008年[2]。

### 历史
- 1961年 东洋食品工业短期大学成立并同时设置一个学科即缶诘制造科[2]。
- 2007年 缶诘制造科更名为包装食品工学科[2]。
- 2008年 开始招收女学生[2]。

### 宪章
- 请参看东洋食品工业短期大学的标志 （页面存档备份，存于） （日語） 2014年5月23日阅览。

## 学校环境
- 校区：在兵库县川西市

## 历任校长
- 高崎达之助：第一代短期大学校长[4]。
- 古贺守：现在短期大学校长[5]

## 组织

### 学科
- 包装食品工学科

### 专科
| - 没有 |

### 业余课程
| - 没有 |

### 附属机关
| - 图书馆 |

## 相关链接
- 日本短期大学列表